# Sainte-Croix-de-Quintillargues
Sainte-Croix-de-Quintillargues este o comună în departamentul Hérault din sudul Franței. În 2009 avea o populație de 576 de locuitori.

## Evoluția populației
| An        | 1975 | 1982 | 1990 | 1999 | 2006 | 2009 |
| --------- | ---- | ---- | ---- | ---- | ---- | ---- |
| Populație | 129  | 218  | 382  | 531  | 573  | 576  |